# Dorfstrasse 70 (Grindelwald)

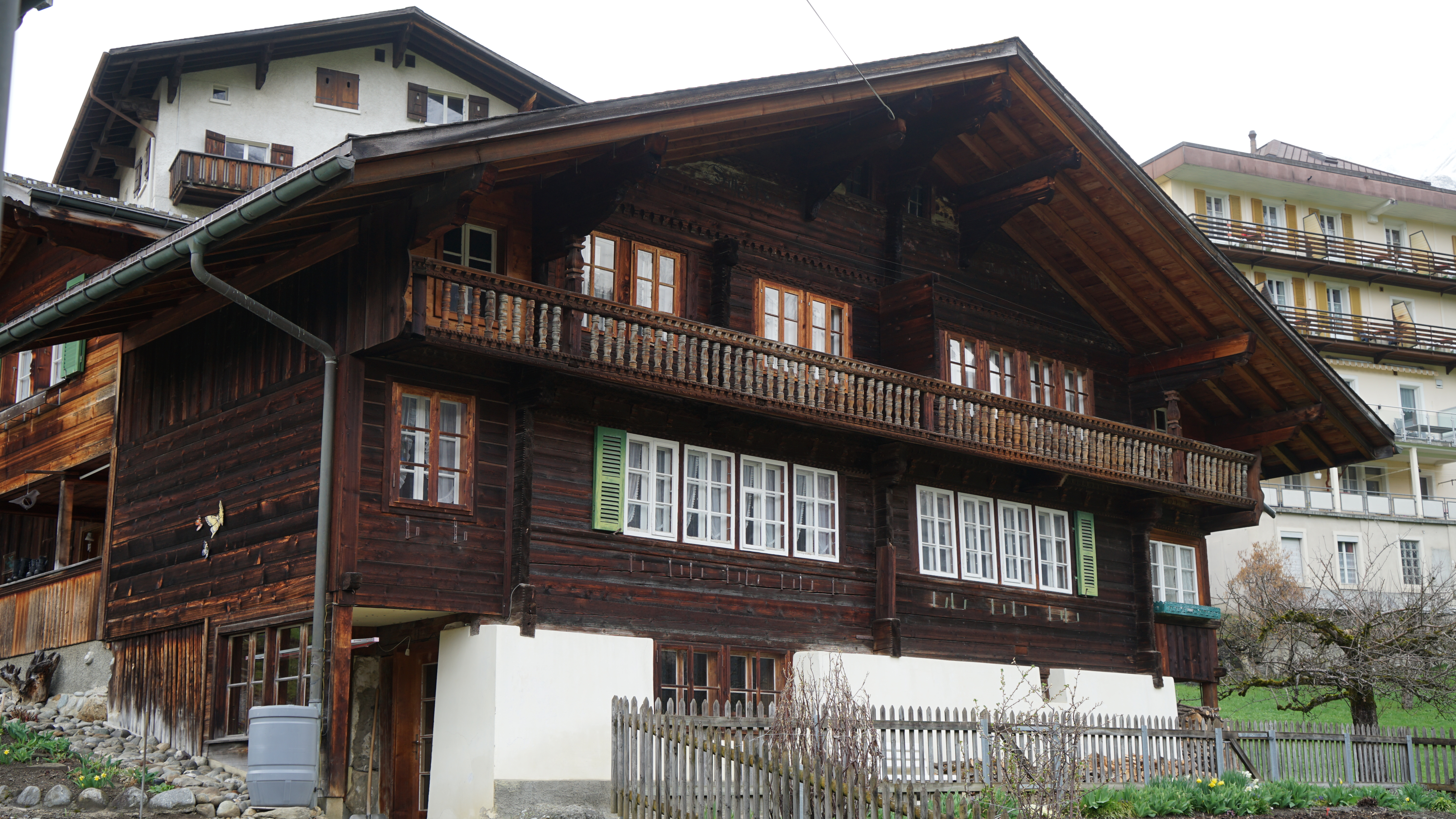
Ansicht von Südwesten, 2023

Das Wohnhaus Dorfstrasse 70 in Grindelwald im Schweizer Kanton Bern ist ein denkmalgeschütztes Oberländer Bauernhaus aus dem Jahr 1756. Es gehört zu den ehemals ortstypischen Holzhäusern des Orts.

## Lage
Das Gebäude steht in Hanglage «auf der Gärbi» in unverbautem Wiesland. Oberhalb liegen die durch Hotelbauten geprägte Dorfstrasse sowie der Bahnhof. Die Fassade ist nach Süden orientiert. Westlich schliessen sich ein Ökonomiegebäude und das Haus Dorfstrasse 64 an, beide sind ebenfalls in Holzbauweise errichtet.

## Beschreibung
Der «wohlproportionierte» Blockbau wurde wohl 1756 erbaut. Über dem eingetieften, massiven Sockel erheben sich Stubengeschoss und Gaden. Das weit vorkragende Satteldach liegt auf sieben Würfelkonsolen und spannt sich weit über die Trauflauben. Die beiden Stuben haben Reihenfenster mit jeweils vier Achsen. Die Doppelfenster sind geteilt. Der Aufbau der Fassade ist tektonisch ausgeprägt. Ihre flach geschnitzte Dekoration zeigt einen «reichen» Formenschatz. Die Konsolen stellen teilweise Fratzen dar. Die Frieszonen an Vorkragen, Bundbalken und Fensterbänken sind «kräftig skulptiert»: Mehrschichtige Blendbogen- sowie gegenläufige Rautenfriese, hängende Knospenranken, karniesartige Wellenbänder und Tierdarstellungen. Das Geländer der giebelseitigen Gadenlaube wird von gedrechselten Säulen getragen.
Die beiden kleinen Fenster im Dachgeschoss werden von je einem aufsteigenden Tier, Löwe und Berner Bär, begleitet. Die Inschrift in gekerbter, schwarzer Fraktur ist ausgewittert und nur zum Teil erhalten:
Diese[s] Haus [lassen bauen ]...und Anna Reichel.
Das «beeindruckende» Haus wurde im 19. und 20. Jahrhundert umgebaut und der Ökonomieteil für Wohnzwecke umgenutzt. Vor der Südseite liegt ein umzäunter Nutz- und Ziergarten. Das Gebäude gilt als «hervorragender Zeuge aus der Zeit des Spätbarocks». Trotz seiner Änderungen gehört das Holzhaus «zu den besten in der Gemeinde».
Im «Bauinventar» der Denkmalpflege des Kantons Bern wurde das Bauwerk 2010 als «schützenswert» eingestuft (Inkraftsetzung am 24. August 2010). Kulturgüter-Objekte der «Kategorie C» wurden (mit Stand Mai 2024) noch nicht veröffentlicht.

## Belege
1. 1 2 3 4  Denkmalpflege des Kantons Bern: Dorfstrasse 70, 3818 Grindelwald. In: Bauinventar online; abgerufen am 4. Juni 2024.

Koordinaten: 46° 37′ 26,2″ N, 8° 1′ 55,1″ O; CH1903: 645443 / 163804